# Запис
Запис је, у Србији, дрво које представља светињу за село на чијем подручју се налази. Дрво постаје запис чином освештења, при чему се у његову кору урезује крст. За запис се бира крупно дрво, првенствено храст, а ређе цер, брест, јасен и дивља крушка. Поред њега може бити постављен крст (често камени), a околни простор може бити ограђен.
Запис је табуирано дрво: верује се да ће онога ко се усуди да га посече или на други начин оштети задесити велика несрећа. На њега се не сме пењати или под њим спавати, плодови му се не смеју кидати нити гране ломити. Чак ни саме од себе отпале гране се не смеју сакупљати. Село може имати више записа: главни запис у насељу или поред њега, и неколико других обично одабраних тако да окружују сеоско подручје са свих страна.

## Обичаји
Запис има битну улогу у обредима везаним за крстоноше или литије, сеоски празник који се одржава најчешће између Васкрса и Петровских поклада (прва недеља по Духовима). У неким селима је овај празник спојен са сеоском славом, те се његови обреди изводе тог дана, док је у другима сасвим одбачен. Крстоноше започињу окупљањем народа код цркве и формирањем литије са крстом, иконом и црквеним барјацима на челу. Литија обилази атар села, при чему се зауставља код записа и појединих раскршћа где свештеник очита молитве, па иде даље у круг све док се не врати до цркве. При томе се на сваком запису обнови урезани крст, и дрво се окади. У источној Србији се у дрвету проврти рупа у коју се сипају уље и тамјан. Девојке и момци у литији певају: „Од два класа шиник жита, од две гиџе чабар вина.“
Главно богослужење за овај празник одржава се код главног записа, или у цркви након повратка литије. Током богослужења, свештеник и лице изабрано за домаћина литије изводе обред ломљења колача (округле обредне погаче). Колач се окрене три пута слева надесно, а затим се преломи на две половине. Једна половина се преда свештенику, а друга особи која ће бити домаћин литије наредне године. Под главним записом се често приреди гозба за учеснике у литији, а може се и коло заиграти. Некад се ту клала овца тако да крв животиње шикне на стабло и корење записа.
Нека села празнују дан сећања на претрпљену несрећу, као што је поплава, пожар, или удар грома. Богослужење за овај празник, познат под именом заветина, може се такође одржати код записа. Сврха заветине, као и крстоноша, је да се село и усеви заштите од временских непогода и других несрећа, да се Бог умоли за добру летину. Поред обреда везаних за ова два празника, некад су се под записом у селима без цркве венчавали младенци, крштавала деца, и обављали други црквени обреди. Људи са здравственим тегобама су ноћу на запису остављали одећу, верујући да ће им то донети излечење. У Пеку и Звижду су под записом палили ватру на Проштене покладе, дан пред почетак ускршњег поста. Под њим су у Гружи давали новац на зајам.
Српски историчар религије Веселин Чајкановић сматра да је запис наслеђен из претхришћанске религије Срба, у којој је имао улогу храма. Под њим су се, као у храму, чиниле молитве и приносиле жртве. За запис се најчешће бира храст, дрво посвећено Перуну—богу громовнику у старој словенској вери.
Однос према дрвету сличан односу према запису у Србији може се срести и у Македонији, мада се тамо култно дрвеће не назива записом. У региону Ђевђелије на Ускрс причешћују крушку: окруже је иконама, свештеник чита Јеванђеље и шкропи дрво светом водом, а затим ставља причест под кору дрвета. У другим областима су постављали крст, огњиште и камени сто поред дрвета израслог на брдашцу близу воде.
Спиридон Гопчевић у Македонији наводи да је неки кочијаш коњу око врата стављао запис и бројаницу као амајлију која би га штитила од пада (Стара Србија и Македонија, стр. 88).